# At Last!
At Last! – debiutancki album amerykańskiej wokalistki soulowej Etty James, wydany w listopadzie 1960 roku. Znalazł się na liście 500 najlepszych albumów wszech czasów według magazynu Rolling Stone, a magazyn Pitchfork uznał płytę za jeden z najlepszych albumów lat 60. XX wieku.

## Lista utworów
| 1.  | „Anything to Say You’re Mine” (Sonny Thompson)                                   | 2:37  |
|     |                                                                                  |       |
| 2.  | „My Dearest Darling” (Eddie Bocage, Paul Gayten)                                 | 3:05  |
|     |                                                                                  |       |
| 3.  | „Trust in Me” (Milton Ager, Jean Schwartz, Ned Weaver)                           | 3:01  |
|     |                                                                                  |       |
| 4.  | „A Sunday Kind of Love” (Louis Prima, Barbara Belle, Anita Leonard, Stan Rhodes) | 3:18  |
|     |                                                                                  |       |
| 5.  | „Tough Mary” (Lorenzo Manley)                                                    | 2:27  |
|     |                                                                                  |       |
| 6.  | „I Just Want to Make Love to You” (Willie Dixon)                                 | 3:08  |
|     |                                                                                  |       |
| 7.  | „At Last” (Mack Gordon, Harry Warren)                                            | 3:02  |
|     |                                                                                  |       |
| 8.  | „All I Could Do Was Cry” (Billy Davis, Gwen Fuqua, Berry Gordy)                  | 2:58  |
|     |                                                                                  |       |
| 9.  | „Stormy Weather” (Harold Arlen, Ted Koehler)                                     | 3:10  |
|     |                                                                                  |       |
| 10. | „Girl of My Dreams” (Charles „Sunny” Clapp)                                      | 2:25  |
|     |                                                                                  |       |
|     |                                                                                  | 29:11 |
|     |                                                                                  |       |